# Фанес

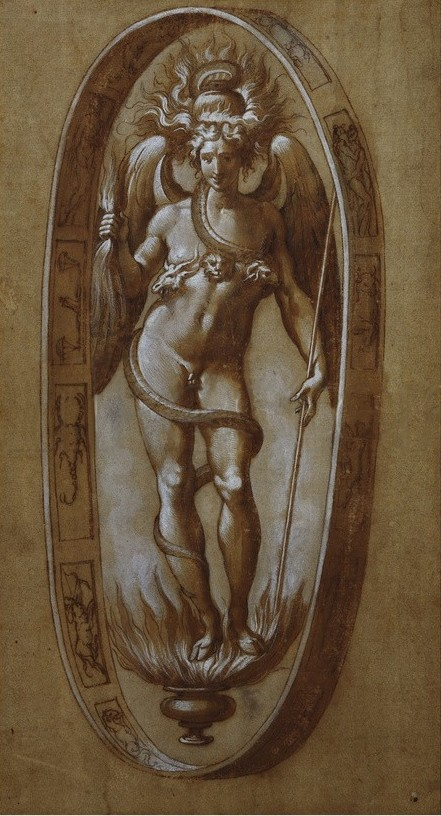
Малюнок Франческо Сальвіаті

Фа́нес (дав.-гр. Φάνης), чи Протого́н (дав.-гр. Πρωτογόνος) — божество-деміург в орфічній теокосмогонії (VI ст. до н. е.).

## Орфічна теогонія
Космогенезис орфізму починається з Праначала світу (Хро-ніс), що народжує хаос і ефір. У ефірі Хронос «створив срібне яйце». Воно розділилося навпіл і народився бог Фанес («Сяючий»). З половинок яйця утворилися небо і земля. Фанес містить в собі всіх інших Богів і єдиний з Ними. Від Фаніса народилася Ніч (Єхидна), від неї — Уран і Гея. Подальша теогонія розвивається по Гесиоду: народження нового Зевса, битва Богів і Титанів, розтерзання Діоніса Загрея, сина Зевса, порятунок його серця Афіною, нове народження Загрея для миру, знищення Титанів блискавками Зевса, створення і народження з їх праху людського роду — третього від початку миру (1-й — золотий за Фанеса, 2-й — срібний за Кроноса), в якому «зла титанічна природа» (Платон, Закони 701в) сполучена з божественною дионісичною. Етичне вчення засноване на ідеї звільнення душі з матерії. Кожна людина, створена із злого початку (матерія) і що має душу — божественну іскру життя, — для того, щоб повернутися до Божественного стану, повинна очиститися через шлях етичного вдосконалення. Аскетизм, стриманість, випробування в містеріях, подвиги в житті — невід'ємні елементи шляху. О. спирається на вчення про переселення душ, розуміючи тіло як місце тимчасового ув'язнення душі. Перевтілення — перехід душі з одного тіла в інше — необхідний для вдосконалення, досягнення безсмертя і переселення в царство Богів, мислиме в О. як інші планети і зірки. Вчення Орфея прямо і непрямо заклало фундаментальні основи майбутньої античної філософії в Греції, особливо сильно вплинувши на зміст піфагореизму, а також на космогонію Анаксимандра, Геракліта, Парменіда, Емпедокла і, частково, Платона, і очищало релігію від жрецького догматика і культової обрядовості.
Його ім'я означає «бути» (φαντός). Його епітети — «Первонароджений» (Протогон, тому його називають «первородним сином»), Ерікепей, а також Пріап і Антавг. Іменується ключем розуму і проливає рясні зливи. Крім священної Ночі його ніхто не бачив очима.